# Ctenomys miguelchristie
Ctenomys miguelchristie — вид гризунів з родини Ctenomyidae. Це ендемік Аргентини.